# Rob Barel Award
De Rob Barel Award is een Nederlandse prijs die wordt uitgereikt aan de opmerkelijkste mannelijke triatleet van het jaar.
De prijs is vernoemd naar triatleet Rob Barel en bestaat uit een beeld en een cheque voor een trainingsstage.
De "vrouwelijke" versie van deze prijs is de Thea Sybesma Award.

## Winnaars van de prijs
- 2005 - Huub Maas
- 2006 - Frank Heldoorn
- 2007 - onbekend
- 2008 - Sander Berk
- 2009 - Bas Diederen
- 2010 - Jan van Berkel
- 2011 - Bas Diederen
- 2012 - Bas Diederen
- 2013 - Bas Diederen
- 2014 - Dirk Wijnalda
- 2015 - Bas Diederen
- 2016 - Jorik van Egdom
- 2017 - Jetze Plat [1]
- 2018 - Jetze Plat [2]
- 2019 - Jetze Plat [3]